# طيور (رسوم متحركة)
طيور (بالإنجليزية: birdz)‏ مسلسل تلفزيوني كرتوني كندي، عرض لأول مره في 3 أكتوبر 1998 حتى 3 يناير 1999.

## وصلات خارجية
- طيور على موقع IMDb (الإنجليزية)
- طيور على موقع روتن توميتوز (الإنجليزية)
- طيور على موقع كينوبويسك (الروسية)
- طيور على موقع قاعدة بيانات الفيلم (الإنجليزية)